# 長崎県立諫早高等学校・附属中学校
長崎県立諫早高等学校・附属中学校（ながさきけんりつ いさはやこうとうがっこう・ふぞくちゅうがっこう、英: Nagasaki Prefectural Isahaya Junior and Senior High School）は、長崎県諫早市東小路町にある公立高等学校・中学校。
学校の略称は、高校が「諫高」（かんこう）、「諫早高校」、中学校が「諫高附属中」、「諫高附中」、「附中」（ふちゅう）である。

## 概要
2011年（平成23年）4月より附属中学校を開校し、中高一貫教育を開始した。長崎県内の県立中学としては長崎東中学校、佐世保北中学校に次ぎ、3校目となる。
歴史
旧制諫早中学校と旧制諫早高等女学校を前身とする。2011年（平成23年）に創立100周年を迎えた。学校敷地内には、戦国武将の龍造寺家晴が築かせた庭園である御書院 が保存されている。
設置課程・学科（高等学校）
- 全日制課程
  - 普通科
- 定時制課程（夜間部）
  - 普通科 - 定時制課程の普通科では、「情報処理」「文書デザイン」という商業に関する授業がある。

過去の設置課程・学科（高等学校）
- 全日制課程 理数科（2014年（平成26年）募集停止、2016年（平成28年）3月末閉科）

校訓
「自立創造」 〜高い志を抱いて自分の人生を自分の力で切り拓く〜 - 1989年（平成元年）10月25日に制定。
校是
「文武両道」
教育方針
「志の教育」 - 校訓「自立創造」の理念をもとに、人間性豊かにして徳・知・体の調和のとれた、社会に有為な逞しい人間を育てる。
教育スローガン
人間・生活・学びを大切にする学校 〜楽ではないが、楽しい学校〜
合言葉
「諌高道を究めよ!」、「チーム諫高」
校章
中心から3方向（上、左斜め下、右斜め下）に柏の葉が広がり、それぞれの葉にひらがなの「い」を重ね、3枚それぞれの葉が重なる部分をやじり（3カ所）がつなぎ、真ん中に「高」（俗字体のはしご高）の文字を置き、全体で「諫早高等学校」 を表している。なお、柏の校章の由来は旧制第一高等学校の校章を借用し、その生徒の様に知的であってほしいという願いがこめられていると言われている。
中学校の校章は上記の校章の中の「高」を「附中」（縦書き）に置き換えたものとなっている。
校歌
作詞は風木雲太郎（詩人）、作曲は信時潔（作曲家） による。歌詞は1番のみ。歌詞の中には、諌早を象徴する自然の「有明（海）」や「多良岳」が入っている。「諌早」という言葉は入っておらず、学校は「母校」で表されている。学校の公式ウェブサイトで曲を試聴することができる。また、上記の他に旧制諌早中学校、旧制諌早高等女学校の校歌も存在する。上記の校歌と同じく、公式ウェブサイトで曲を試聴することができる。
旧制諫早中学校校歌
作詞は平田与七、作曲は岡山直 による。歌詞は2番まであり、「有明（海）」、「不知火」、「本明（川）」、「多良の峰（＝多良岳）」が歌詞の中に入っている。学校の名前・母校といった言葉は入っていない。
旧制諌早高等女学校校歌
作詞は五十嵐力、作曲は弘田竜太郎による。歌詞は2番まであり、「多良嶽（＝多良岳）」、「不知火」、「有明」が歌詞の中に入っている。2番の最後に「諫早高女」と略称が入っている。
学校だより
「藤紫」（ふじむらさき） - 校歌の中の「藤むらさき」という言葉に由来する。
施設
全日制と定時制は、校舎を共用している。
- 屋内 - 第1棟（管理棟を含む、3階建て）、第2棟（4階建て）、第1棟・第2棟を結ぶ通路は2階建て（1階は下足室・売店、2階は教室）、第3棟（中学校棟）、図書館・特別教室棟
- 体育館等 - 第1体育館（2階建て）、第2体育館、弓道場、部室
- 屋外 - 駐輪場、第1グラウンド、第2グラウンド・ピッチング練習場（諌早市本明町131番地1）[8]
- その他 - 御書院、おしどり池[2]

制服
- 全日制・中学校 - 男子は学生服、女子はブレザー（中学は赤リボン）、高校のジャージは学年（入学年度）ごとにジャージの色が異なる（赤・緑・紺の3色）。
- 定時制 - 制服はない。

## 沿革
（沿革節の主要な出典は公式サイト）
旧制諫早中学校（男子校）
- 1922年（大正11年）4月12日 - 「長崎県立大村中学校諫早分校」が設立。
  - 諫早家（敷地（御書院一棟及び庭園も含む））と郡民（建設費）との寄付により設立認可。仮校舎は新校舎が完成するまで、北高来郡会議事堂を仮校舎として使用。
- 1923年（大正12年）4月1日 - 大村中学校から独立し、「長崎県立諫早中学校」と改称。新築校舎に移転。
- 1928年（昭和3年）3月23日 - 昭和天皇の即位を記念し、御大礼記念図書館が設立される。
- 1948年（昭和23年）4月1日 - 学制改革に伴い、「長崎県立諫早高等学校」（男子校）と改称。

旧制諫早高等女学校
- 1911年（明治44年）4月1日 - 「北高来郡立諫早実科高等女学校」が設立（この年が学校創立年とされる）[11]。
- 1920年（大正9年）4月1日 - 県立移管及び改編により、「長崎県立諫早高等女学校」と改称。
- 1948年（昭和23年）4月1日 - 学制改革に伴い、「長崎県立諫早女子高等学校」（女子校）と改称。

旧制諫早商業学校
- 1941年（昭和16年）4月1日 - 「長崎県立諫早商業学校」が開校。
- 1944年（昭和19年）4月1日 - 「教育ニ関スル戦時非常措置方策」（1943年（昭和18年）10月12日閣議決定）により、「長崎県立諌早航空工業学校」に転換[12][13]。
- 終戦後 - 「長崎県立諫早商業学校」に戻る。
- 1948年（昭和23年）4月1日 - 学制改革に伴い、「長崎県立諫早商業高等学校」と改称。

新制諫早高等学校（共学）
- 1948年（昭和23年）11月1日
  - 長崎県立諫早高等学校（男子校）、諫早女子高等学校、諫早商業高等学校の3校が統合され、男女共学の「長崎県立諫早高等学校」（総合高等学校）となる。
  - 全日制普通課程・家庭課程・商業課程を設置。
  - 校舎は旧諫早中学校校舎を「東校舎」（普通課程）、旧諫早高等女学校校舎を「西校舎」（家庭課程・商業課程）として使用。
- 1949年（昭和24年）4月1日 - 定時制（夜間部）設置認可を受け、5月7日に開設。
- 1956年（昭和31年）4月1日
  - 校旗・校歌を制定。
  - 長崎県立諫早商業高等学校が分離・独立。東校舎を諫早高等学校（普通科・家庭科）、西校舎を諫早商業高等学校（商業科）とする。
- 1957年（昭和32年）7月25日 - 諫早大水害で被災。本籍の流失は免れたが、付属建物が一部流失・倒壊する。
- 1958年（昭和33年） - 家庭科の募集を停止し、普通科だけとする。
- 1959年（昭和34年）3月28日 - おしどりの池[2] が天然記念物の指定を解除される。
- 1962年（昭和37年）11月 - 体育館が完成。創立50周年[14] 記念式典を挙行。
- 1965年（昭和40年）7月 - 老朽化のため、図書館と御書院を解体。
- 1966年（昭和41年）
  - 3月31日 - 新校舎（図書館および特別教室、普通教室 / 鉄筋3階建て）が完成。
  - 7月30日 - 御書院を復元。
- 1968年（昭和43年）
  - 3月30日 - 体育館を増築。
  - 10月25日 - 長崎県から弓道場が寄付される。
- 1972年（昭和47年）7月17日 - 校舎改築の第1次工事が完了。
- 1973年（昭和48年）4月16日 - 校舎改築の第2期工事が完了。
- 1974年（昭和49年）5月27日 - 格技場が完成。
- 1976年（昭和51年）4月1日 - 長崎県立諫早農業高等学校より3分校（飯盛分校、高来分校、愛野分校）が移管される。
- 1980年（昭和55年）3月17日 - 第2グラウンド用地を購入、整備。
- 1981年（昭和56年）10月31日 - 創立70周年記念式典を挙行。記念事業として御書院池を改修、自立創造碑を建立。
- 1983年（昭和58年）
  - 1月25日 - 飯盛分校の生徒募集を停止。
  - 3月1日 - 弓道場を改築。
  - 3月20日 - テニスコート6面を整備。
  - 3月31日 - 愛野分校が閉校、7年の歴史に幕を下ろす。
- 1985年（昭和60年）3月31日 - 飯盛分校が閉校、9年の歴史に幕を下ろす。
- 1986年（昭和61年）3月 - 長崎県立西陵高等学校の新設に伴い、同校との総合選抜（諫早二校）を開始。
- 1988年（昭和63年）2月16日 - 体育館を改築。
- 1989年（平成元年）
  - 3月25日 - 御所院大クス等の樹勢回復工事が行われる。
  - 10月25日 - 校訓「自立創造」を制定。
- 1990年（平成2年）
  - 3月24日 - 第2期御書院大クス樹勢回復工事。
  - 3月27日 - 第8回全国高等学校男子ソフトボール選抜大会優勝。
  - 11月1日 - 創立80周年記念式典を挙行。
- 1992年（平成3年）2月28日 - ブロンズ像「知性」を設置（製作: 馬場正邦[15]）。
- 1994年（平成6年）2月10日 - 第2グラウンドを改修。
- 1995年（平成7年）4月1日 - 人文社会コース（41名）、数理科学コース（41名）を設置。募集定員を410名とする（10学級）。
- 1996年（平成8年）4月1日 - 募集定員を400名とする（普通科10学級）。
- 1998年（平成10年）
  - 1月30日 - 第2体育館が完成。
  - 3月31日 - 格技場を解体。
- 1999年（平成11年）
  - 3月5日 - テニスコート改修（クレイコート2、オムニコート2面）
  - 4月1日 - 全日制、募集定員を360名とする（普通科9学級）。
- 2001年（平成13年）
  - 10月31日 - 創立90周年記念事業として、御書院を整備。
  - 11月11日 - 創立90周年記念式典を挙行。
  - 12月23日 - 全国高校駅伝大会において、女子が優勝、男子が6位となる。
- 2002年（平成14年）
  - 3月 - この時の入試をもって、西陵高等学校との諫早二校の総合選抜制度を廃止[16]。最後の総合選抜試験となった。
  - 6月1日 - 寄宿舎用地及び建物を取得（諫早市新道町230番地1）。
- 2003年（平成15年）
  - 2〜3月 - 総合選抜試験制度廃止に伴い、推薦入試と一般入試での面接試験を開始。
  - 4月1日
    - 全日制、理数科を2学級新設（募集定員80名）、普通科を7学級とする（募集定員280名）。
    - 文部科学省より、スーパーサイエンスハイスクール (SSH) に指定（期間は2005年（平成17年）度末までの3年間）。
- 2004年（平成16年）
  - 2月26日 - 御書院を一般開放。
  - 4月1日
    - 全日制、募集定員を320名とする（普通科6学級、理数科2学級）。
    - 長崎県立鳴滝高等学校の協力により、本来卒業には4年かかる定時制が、定通併修[17] 制度を利用することで3年での卒業が可能となった[18]。
- 2006年（平成18年）4月1日 - 文部科学省より、再度スーパーサイエンスハイスクールに指定（期間は2007年（平成19年）度末までの2年間）。
- 2007年（平成19年）3月31日 - 高来分校が閉校、31年の歴史に幕を下ろす。
- 2009年（平成21年）
  - 3月19日 - 旧制諫早中学校出身者でノーベル化学賞受賞の下村脩博士が来校。
  - 4月1日 - 長崎県立中学校開設準備室を設置。
  - 10月3日 - 第33回全国育樹祭（皇太子徳仁親王臨席）が雲仙市国見町の百花台公園にて行われ、諫早高校1年生がメインアトラクションとして「のんのこ踊り[19]」を披露。
- 2010年（平成22年）
  - 4月6日
    - 旧制諫早中学校出身者でノーベル化学賞受賞の下村脩博士の銅像を正門前に建立。
    - 下村夫妻を招待し、銅像除幕式を挙行。

諫早高等学校・附属中学校
- 2011年（平成23年）
  - 1月9日 - 諌早高校附属中学校、初の入試を実施。
  - 3月26日 - 中学校校舎（第3棟）が完成。落成式を挙行。
  - 4月1日 - 諫早高校附属中学校を開校し、併設型中高一貫教育を開始。
  - 4月8日 - 附属中学開校式、中高合同入学式を挙行。　
    - 中学校 - 120名（3クラス）が入学。
    - 高等学校 - 280名（7クラス）が入学。
- 2014年（平成26年）4月 - 理数科の募集を停止。
- 2016年（平成28年）3月31日 - 理数科を閉科。

## 学校行事

### 全日制・中学校
1学期
- 4月 - 入学式、始業式、宿泊研修（中1（1泊2日）・高1（2泊3日）於: 諌早青少年自然の家）、遠足（高2・3）
- 5月 - PTA総会・学年PTA、中1・高1学法（学習方法）セミナー
- 6月 - 高総体壮行会、高総体、中スケッチ大会、諫早市中総体
- 7月 - クラスマッチ、三者面談、夏季特別学習（前期）、学部学科研究会
- 8月 - 、平和・人権教育、夏季特別学習（後期）

2学期
- 9月 - 文化祭、体育大会（6ブロック[20] に分かれて競技を行う。総合・仮装・のぼり・行進・応援各部門で成績を競う。諌高のんのこ[19]）
- 10月 - 高1保護者会、芸術鑑賞会、新人戦
- 11月 - 県高校駅伝大会、高2保護者会、新人戦
- 12月 - 高2修学旅行、冬季特別学習（前期）

3学期
- 1月 - 冬季特別学習（後期）、大学入試センター試験
- 2月 - 校内マラソン大会（持久走の部（男子8.8 km、女子4.4 km） / クラス対抗駅伝大会）、新人戦
- 3月 - 卒業式、クラスマッチ（球技大会）、文化部合同祭（文化部1年間の活動発表会、諫早市民会館）、 生徒総会、修了式

### 定時制
1学期
- 4月 - 入学式・新入生歓迎レクリェーション
- 6月 - 定時制通信制体育大会県予選
- 7月 - スポーツ交流会・学校周辺清掃活動（ボランティア活動）
- 8月 - 平和学習・中地区定時制体育大会

2学期
- 9月 - 県定通生徒生活体験発表大会、二輪車安全運転実技講習会
- 10月 - 遠足
- 12月 - スポーツレクリエーション

3学期
- 1月 - 校内成人式
- 3月 - 卒業式・スポーツレクリエーション

## 部活動

### 全日制・中学校
高校陸上部は、男女とも全国高等学校駅伝競走大会の常連校で、特に女子は2001年（平成13年）と2004年（平成16年）に全国優勝している。
運動部
- 陸上部（男女）
- 野球部
- ソフトボール部
- ラグビー部
- 柔道部（男女）

- フェンシング部（男女）
- バスケットボール部（男女）
- バレーボール部（男女）
- バドミントン部（男女）
- 剣道部（男女）

- ソフトテニス部（男女）
- テニス部（男女）
- 卓球部（男女）
- 弓道部（男女）
- サッカー部

- 応援部
- 新体操部

文化部
- 写真部
- 茶道部
- 美術部
- 吹奏楽部
- パソコン部

- 新聞部
- 演劇部
- 英語部
- ギターマンドリン部
- 文学部

- 科学部（化学班･数学班･物理班･生物班）
- 放送部
- コーラス部
- 図書部
- 囲碁部

同好会
- 水泳同好会
- イラスト同好会

### 定時制
運動部
- 軟式野球部（男）
- バスケットボール部（男）
- バドミントン部
- 卓球部

文化部
- 読書部

## 体育大会や文化祭のテーマ
諫早高校は上記の様に、略称が「諫高」（かんこう）なので、体育大会や文化祭のテーマやキャッチコピーでは、「かん」を盛り込んで作られるものが多い。
- 2008年（平成20年）
  - 体育祭のメインテーマ「諫五輪」（かんごりん）
諫早高校のオリンピック。漢和辞典の「漢語林」（大修館書店）と同音。
- 2009年（平成21年）
  - 体育祭のメインテーマ「Yes, we 諫!」
当時流行していたアメリカ合衆国のオバマ大統領の決まり文句「Yes, we can!」（我々にはできる）をもじったもの。
- 2010年（平成22年）
  - 文化祭のメインテーマ「出航!! 諫臨丸」
大河ドラマ「龍馬伝」にヒントを得て、咸臨丸をもじったもの。

## 著名な卒業生

### 政治
- 大久保潔重（諫早市長、元参議院議員）
- 坂井時忠（第40 - 43代兵庫県知事）
- 宮本明雄（元諫早市長）

### 学術
- 木下良（地理学者、國學院大学教授）
- 木原雅子（社会疫学者、京都大学特任教授）
- 木原正博（社会疫学者、京都大学名誉教授）
- 下村脩（生物学者、2008年ノーベル化学賞受賞、ボストン大学名誉教授）
- 高橋賢（会計学者、横浜国立大学教授）
- 松尾剛次（日本中世史学者、山形大学教授）
- 毛利敏彦（歴史学者、大阪市立大学名誉教授）

### 文化
- 市川森一（脚本家）
- 泉本のり子（女優・歌手）
- 垣根涼介（小説家）
- 佐々木元（映画監督）
- 立川裕大（伝統技術ディレクター）
- 津山ちなみ（漫画家）
- 南部泰三（映画監督・脚本家）
- 野呂邦暢（小説家 / 第70回芥川賞受賞）
- 林田重正（画家）
- 御厨さと美（漫画家）
- 村岡克彦（映画プロデューサー）
- 麻倉瑞季（グラビアアイドル）

### スポーツ
- 小島啓民（バルセロナオリンピック野球日本代表、元社会人全日本代表コーチ）
- 弟子丸小春（陸上競技・長距離走・マラソン選手、積水化学所属）[21]
- 寺田夏生（陸上競技・長距離走選手）
- 永田駿斗（陸上競技選手、住友電工所属）[22]
- 藤永佳子（陸上競技元選手）
- 藤原新（陸上競技・プロランナー、ロンドンオリンピック男子マラソン日本代表）
- 前田和之（陸上競技・長距離走・マラソン選手）
- 森岡紘一朗（陸上競技選手、北京五輪・ロンドン五輪男子競歩日本代表）
- 森智香子（陸上競技選手、積水化学所属）[23]
- 川口幸奈（陸上競技選手、パナソニック所属）[24]

### その他
- 松田大河（元NIBアナウンサー）[25]

## アクセス
電車
- JR九州諫早駅下車徒歩約15〜20分。
- 島原鉄道本諫早駅下車徒歩3分。

バス
- 県営バス　体育館前停留所
- 県営バス、島鉄バス　市役所前停留所・本諫早駅前停留所

## 周辺
市の施設
- 諫早市役所
  - 市立体育館
  - 市立図書館
  - 水道局

官公署・郵便局
- 諫早警察署
- 諫早消防署
- 諫早郵便局

景色・自然
- 高城（たかしろ）公園
- 本明川

## 関連DVD
- 「諫早高校女子陸上部・都大路への道　強いチーム作りのための年間期分けと調整法」
  - 第1巻 「女子長距離（駅伝）選手のトレーニングと考え方」
  - 第2巻 「年間トレーニング計画と調整法」

スタッフ等
- 指導・解説: 松元利弘（長崎県立諫早高等学校陸上部監督）
- 実技: 長崎県立諫早高等学校陸上部
- 制作会社: ジャパンライム
- 制作時期: 2006年（平成18年）1月